# Psapharochrus meleagris
Psapharochrus meleagris là một loài bọ cánh cứng trong họ Cerambycidae.